# ألكسندر دو لا باتيلار
ألكسندر دو لا باتيلار (بالفرنسية: Alexandre de La Patellière)‏ (و. 1971  م) هو مخرج أفلام، وكاتب مسرحي، وكاتب سيناريو، ومنتج أفلام فرنسي.

## جوائز
حصل على جوائز منها:

Prix du jeune théâtre Béatrix Dussane-André Roussin ‏

## وصلات خارجية
- ألكسندر دو لا باتيلار على موقع IMDb (الإنجليزية)
- ألكسندر دو لا باتيلار على موقع قاعدة بيانات الأفلام العربية
- ألكسندر دو لا باتيلار على موقع ألو سيني (الفرنسية)
- ألكسندر دو لا باتيلار على موقع أول موفي (الإنجليزية)
- ألكسندر دو لا باتيلار على موقع قاعدة بيانات الأفلام السويدية (السويدية)
- ألكسندر دو لا باتيلار على موقع قاعدة بيانات الفيلم (الإنجليزية)
- ألكسندر دو لا باتيلار على موقع كينوبويسك (الروسية)